# 삼국지 : 무신 조자룡
"삼국지 : 무신 조자룡"(중국어: 趙雲傳之龍鳴長阪坡)은 2020년 공개된 액션 영화이다.

## 출연

### 주연
- 매양 - 조운 역
- 왕도 - 여포 역
- 우언개 - 조조 역

### 조연
- 축도 - 장료 역
- 이천천 - 초선 역